# Wojciech Engelking
Wojciech Piotr Engelking (ur. 7 października 1992 w Warszawie) – polski pisarz, publicysta, historyk idei.

## Życiorys
Absolwent Międzywydziałowych Indywidualnych Studiów Humanistycznych na Uniwersytecie Warszawskim, w ramach których studiował prawo, filozofię i socjologię. Magisterium uzyskał z prawa (2016). Zadebiutował w 2014 powieścią (niepotrzebne skreślić), wydaną przez wydawnictwo Świat Książki. W 2016 nakładem Wydawnictwa Literackiego ukazała się jego druga powieść, Lekcje anatomii doktora D., a w 2018 Człowiek znikąd. W 2021 r. nakładem wydawnictwa W.A.B. ukazała się jego powieść Serce pełne skorpionów.
Jest stałym współpracownikiem tygodnika „Kultura Liberalna”. Publikował także w „Gazecie Wyborczej”, „Tygodniku Powszechnym”, „Do Rzeczy”, „Newsweeku”, „Rzeczpospolitej”, Gazecie.pl i Wirtualnej Polsce jako niezależny publicysta.
Był stypendystą Krajowego Funduszu na Rzecz Dzieci.
W TVP Kultura prowadził autorski program „Zakładka”.
W latach 2020-2021 razem z Karolem Paciorkiem i Adamem Malczakiem prowadzi podcast filmowy „Woda w nożu”, dostępny na platformach podcastowych. Od 2021 dla "Vogue Polska" prowadzi podcast "Czas odzyskany", w którym rozmawia z zaproszonymi gośćmi na temat idei.
Na Wydziale Prawa i Administracji Uniwersytetu Warszawskiego uzyskał w 2023 r. doktorat z prawa. W doktoracie zajmował się myślą Carla Schmitta po 1933 r.. Był visiting scholar na NYU, Uniwersytecie Telawiwskim, Johannes Gutenberg-Universität Mainz, a także w Johann Wolfgang Goethe-Universität we Frankfurcie nad Menem, gdzie pracował w cluster of excellence "Normative Orders" pod kierunkiem Rainera Forsta. Jest laureatem grantów Ministerstwa Nauki i Narodowego Centrum Nauki.
Jest synem krytyka, tłumacza i poety Leszka Engelkinga oraz literaturoznawczyni i tłumaczki Danuty Ulickiej.

## Publikacje

### Powieści
- (niepotrzebne skreślić), Świat Książki, Warszawa 2014[11]
- Lekcje anatomii doktora D., Wydawnictwo Literackie, Kraków 2016[12]
- Człowiek znikąd, Wydawnictwo Literackie, Kraków 2018
- Serce pełne skorpionów, Wydawnictwo W.A.B., Warszawa 2021

### Opowiadania
- Pat, antologia Ojciec, „Newsweek” 2017 (przekład na język rosyjski: Olga Łobodzińska, jako „Пат” opublikowane w magazynie „Журнал ЛЕХАИМ” w styczniu 2019 r.)
- Zdarzenie na drodze do Toledo, „Pismo” 8/2018
- Jego Wysokość Książę Kotów, przekroj.pl, sierpień 2018
- Oddzielenie światła od ciemności, „Newsweek” 52-53/2018
- Spotkanie klasowe, "Pismo" 7/2022

### Wybrana eseistyka
- Pokój pokoleń, „Res Publica Nowa” 2/2014
- Technologie literatury, „Res Publica Nowa” 3/2014
- Gra w chama, „Rzeczpospolita” z 23 lipca 2016 r.
- Na końcu i tak wygrają starzy, „Gazeta Wyborcza” z 6 sierpnia 2016 r.
- Kto się kocha, nie robi rewolucji, „Pismo” 2/2018
- Wiosna, nie Polska, Onet.pl, kwiecień 2018
- Historyk zaangażowany, „Pismo”, 3/2019
- Nie będzie przedwiośnia, przekroj.pl, kwiecień 2020
- Epsilon, czyli formowanie elit, "Pismo" 11/2020
- Rok pustego czasu, "Tygodnik Powszechny" 1-2/2021
- Marzenie i strach, "Tygodnik Powszechny" 24/2021
- Natalia, której nie było, "Newsweek Polska" 24/2021
- Chłopaki, "Vogue Polska" 7-8/2021
- Był sobie rząd dusz, "Tygodnik Powszechny" 40/2021
- Esej o Susan Sontag, "Vogue Polska" 10/2021
- Normy, rok 1922, "Pismo" 1/2022
- Szara kurtka Tomasza Manna, "Przegląd Polityczny" 175-176 (2022)